# Имрен Мехмедова
Имрен Исметова Мехмедова е български икономист и политик от Движение за права и свободи, народен представител в XLIV, XLV, XLVI и XLVII народно събрание.

## Биография
Имрен Мехмедова е родена на 3 май 1990 г. в град Търговище, Народна република България.
На парламентарните избори в България през ноември 2021 г., като кандидат за народен представител е 2–ра в листата на Движението за права и свободи за 28 МИР Търговище. Избрана е за народен представител от същият многомандателен избирателен район.